# Amelanchier laevis

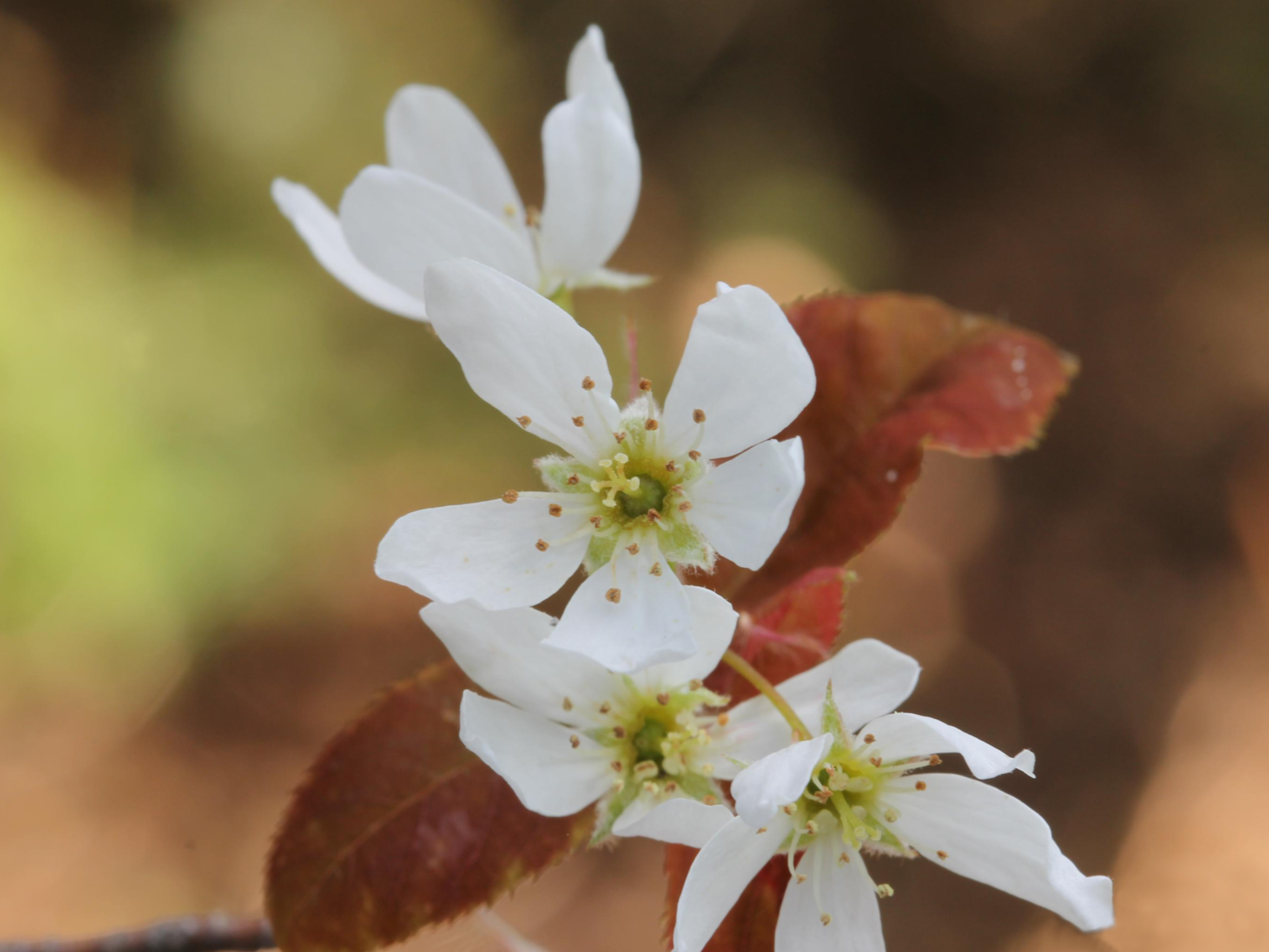
Flor.

El guillomo nevado (Amelanchier laevis) es una especie de árbol perteneciente a la familia de las rosáceas.

## Descripción
Es un árbol pequeño que alcanza un tamaño de hasta 9 m de altura. El fruto, que son pomos, son comestibles y se pueden comer crudos o cocidos. La fruta tiene un sabor dulce.

## Distribución y hábitat
Es originario de América del Norte donde se encuentra en los bordes de los bosques, cordilleras rocosas, llanuras de arena y setos o en cualquier otro medio suficientemente expuesto a la luz.

## Usos
La corteza se puede convertir en un medicamento a base de hierbas para las mujeres embarazadas. Se trata de un árbol de hoja caduca. Se cultiva como arbusto ornamental.

## Taxonomía
Amelanchier laevis fue descrita por Karl McKay Wiegand y publicado en Rhodora 14(163): 154–158, pl. 96, f. 7A–G. 1912.
Etimología
Amelanchier: nombre genérico que procede de un viejo nombre común francés.
laevis: epíteto latino que significa "suave".
Sinonimia
- Amelanchier arborea subsp. laevis (Wiegand) S.M. McKay ex P. Landry
- Amelanchier arborea var. laevis (Wiegand) H.E. Ahles[5]